# Schloss Friedrichshof

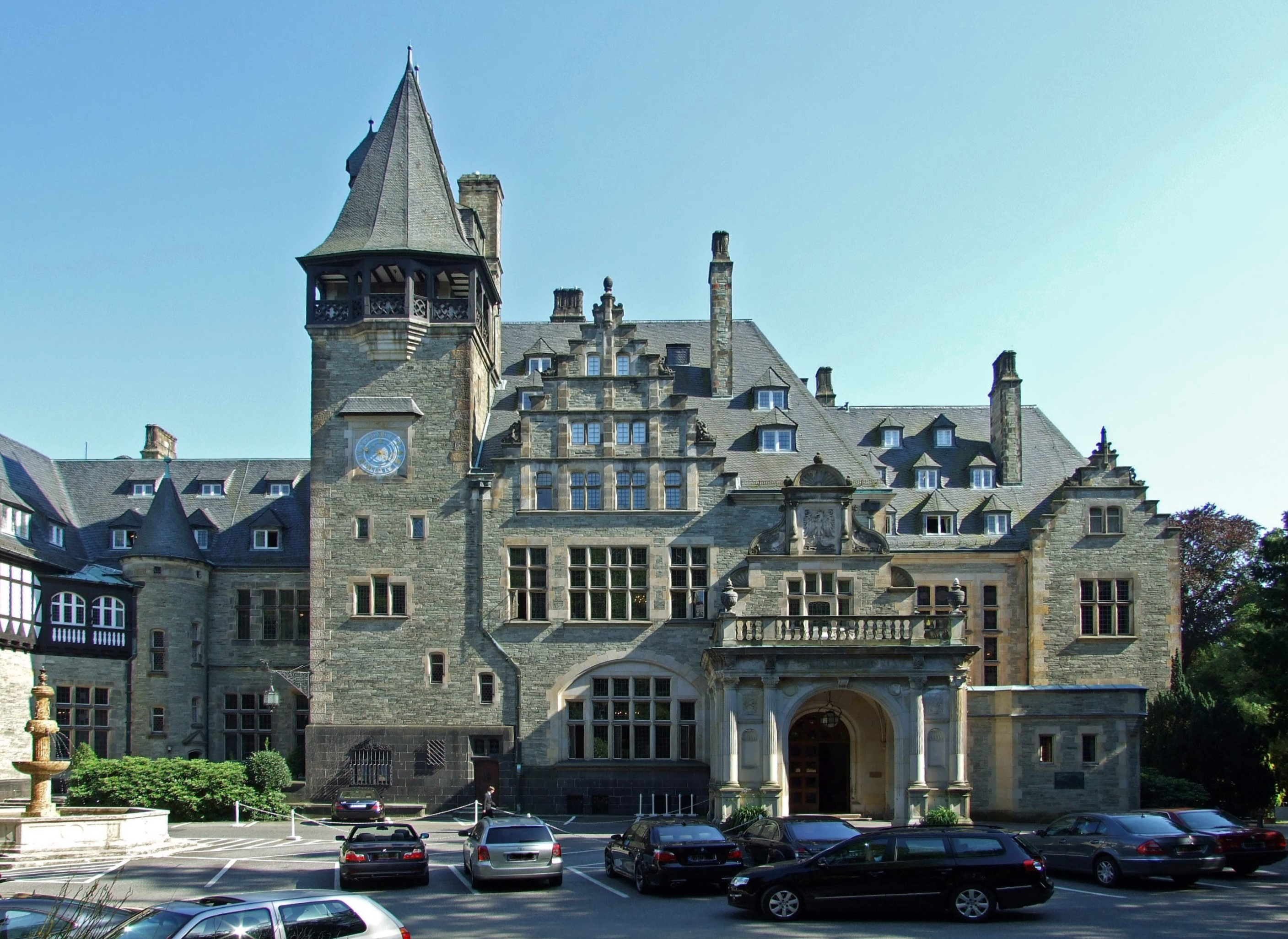
Schloss Friedrichshof, genutzt als „Schlosshotel Kronberg“, ehemaliger Herrschaftsflügel mit Unterfahrt zum Haupteingang, Schlosshof mit Parkplatz

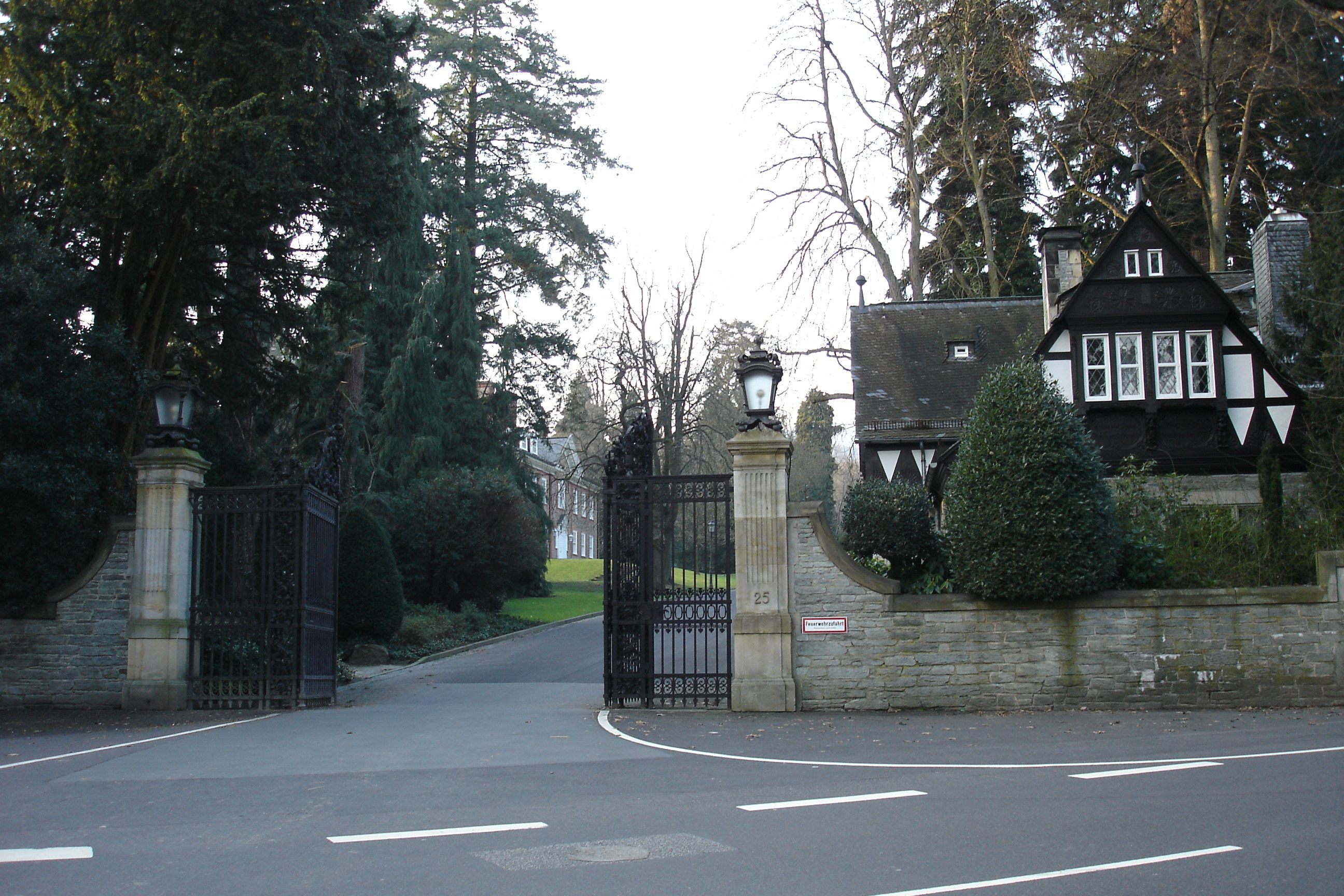
Haupteingang zum Schlosspark mit Pförtnerhaus im Fachwerkstil (Obergeschoss)

Schloss Friedrichshof ist eine ehemalige kaiserliche Residenz in Kronberg im Taunus. Seit 1954 befindet sich dort das Schlosshotel Kronberg – Hotel Frankfurt.

## Geschichte und Architektur
Schloss Friedrichshof wurde von 1889 bis 1893/94 als Witwensitz in Kronberg im Taunus für die ehemalige deutsche Kaiserin Victoria (Kaiserin Friedrich) – eine englische Prinzessin – errichtet, die es zu Ehren ihres verstorbenen Gemahls Friedrich III. „Friedrichshof“ nannte. Das Gebäude ist in einer eklektizistischen Mischung aus englischem Tudorstil und deutscher Neorenaissance erbaut. 
Das repräsentative Bauwerk diente als Anregung für einige hochherrschaftliche Großvillen in Deutschland. Die in England übliche Aufteilung eines Schlosses bzw. Herrenhauses in Herrschaftsflügel und Wirtschaftsflügel und die räumliche Anordnung und Gestaltung einer „Englischen Halle“ ließen sich hier beispielhaft studieren.

### Geschichte des Bauvorhabens
Die Kaiserin erwarb am 28. September 1888 das ca. 100 Morgen große Gelände einschließlich der erst 12 Jahre zuvor fertiggestellten Villa Schönbusch von den Erben des 1887 verstorbenen Frankfurter Bankiers, Teehändlers und Ehrenbürgers der Stadt Kronberg, Jacques Reiß, und erweiterte es durch einige Zukäufe. Sie finanzierte es großteils aus einem Vermächtnis von fünf Millionen französischen Francs, die ihr die bedeutende Genueser und Pariser Mäzenin Maria Brignole Sale De Ferrari, Herzogin von Galliera, 1888 hinterlassen hatte.
Die Bauplanung übernahm der spätere Wirkliche Geheime Oberhofbaurat und kaiserliche Hofarchitekt Ernst von Ihne aus Berlin, der in dem von 1889 bis 1893 errichteten Witwensitz „Elemente der deutschen und italienischen Renaissance mit denen der englischen Tudor-Gotik sowie mit hessisch-fränkischem Fachwerk“ verband. Zum Sammeln von Anregungen unternahm der in England aufgewachsene Ernst Ihne noch vor Beginn der eigentlichen Friedrichshof-Planungen diverse Studienreisen durch Deutschland und England (u. a. zum preußisch-hessischen Herrensitz Neu-Potsdam in Rauischholzhausen bei Marburg und zum königlichen Schloss Sandringham House in der englischen Grafschaft Norfolk).

### Baustruktur, Nebengebäude

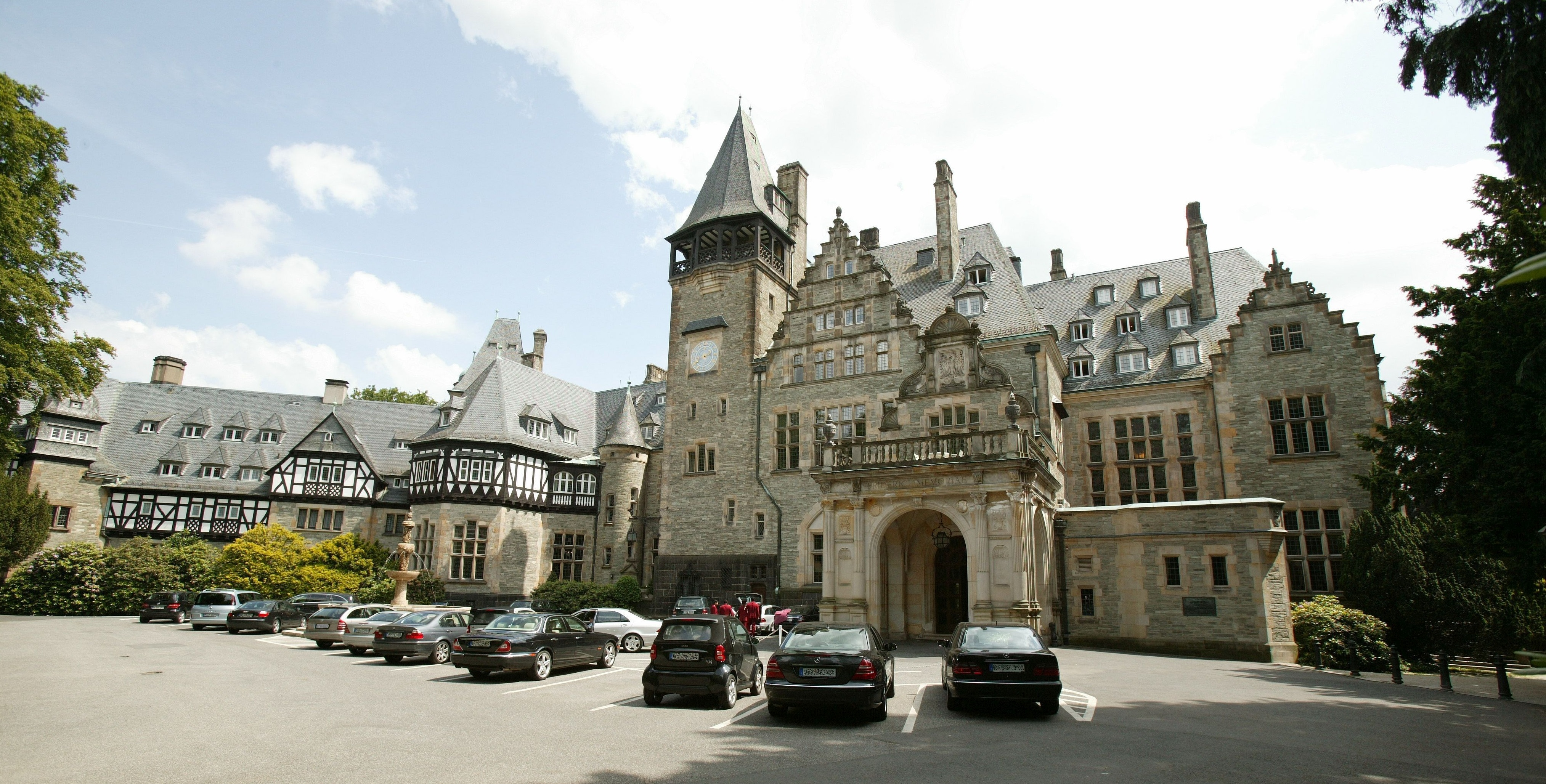
Schloss Friedrichshof als „Schlosshotel Kronberg – Hotel Frankfurt“; historische Unterteilung in Herrschaftsflügel (komplette Haustein-Fassade) u. Wirtschaftsflügel (Fachwerk-Fassade im Obergeschoss), Empfangshof mit Flügelspreizung von 135°; Entwurf: Hof-Architekt Ernst Ihne, Berlin

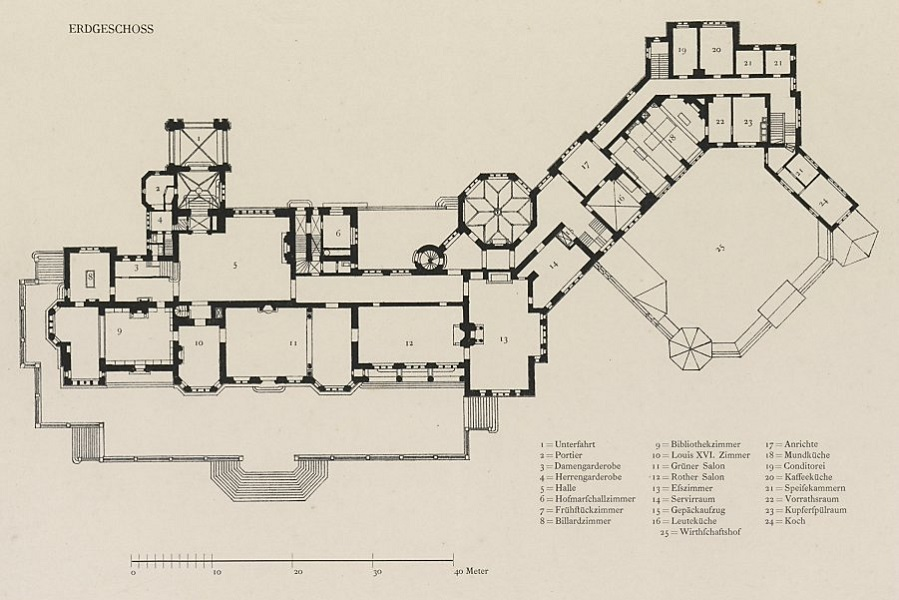
Schloss Friedrichshof, Erdgeschoss-Grundriss vom Gesamtbauwerk um 1895, gegenüber der obigen Fotografie des Gesamtbauwerkes um 180° gedreht, klare Unterteilung in Herrschafts- und Wirtschaftsflügel, eingeschossige „Englische Halle“ als Kommunikations- und Verteiler-Zentrum im Herrschaftsflügel, Flügelspreizung 135°

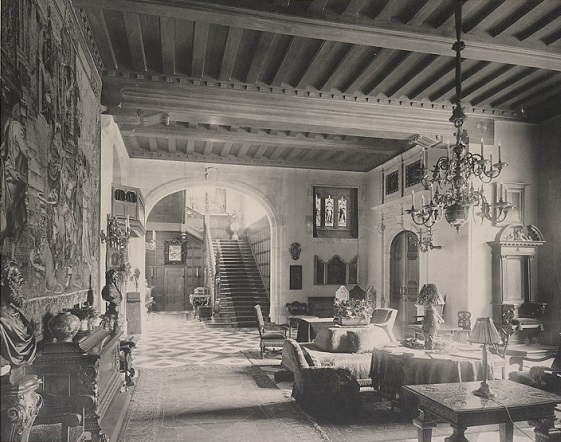
Schloss Friedrichshof, eingeschossige „Englische Halle“ um 1895 als Kommunikations- und Verteiler-Zentrum im Herrschaftsflügel; Treppenhaus an der Hallen-Querseite offen angefügt

Victoria Kaiserin Friedrich ließ das Schloss bewusst nach dem Strukturprinzip englischer Herrensitze errichten. Somit erfolgte eine klare Trennung zwischen Herrschaftsflügel und Wirtschaftsflügel – mit unterschiedlicher Fassadengestaltung (schlichtere Architektur am Wirtschaftsflügel) und einer geringeren Bauhöhe des Wirtschaftstraktes gegenüber dem Herrschaftstrakt.
Auf alten Fliegeraufnahmen kann man besonders deutlich erkennen, dass es sich bei dem Gesamtbauwerk um eine langgestreckte, asymmetrische Schlossanlage handelt (Mehrflügelanlage mit zwei- bzw. dreifacher Abwinklung). Dabei erinnert das Erscheinungsbild des Herrschaftsflügels deutlich an englische Schlösser bzw. an stattliche Herrensitze des späten Mittelalters.
Die ankommenden Besucher sehen das Schloss von der Hofseite aus, d. h. von der Empfangsseite her, als Zweiflügelanlage mit weit gespreizten Hofwinkel und einem – zum Herrschaftstrakt gehörenden – Hauptturm (am Übergangsbereich zum Wirtschaftstrakt).
Mit der bemerkenswerten Flügelspreizung von 135° stellt das historistische Schloss Friedrichshof eine ziemliche Seltenheit unter den Schlössern des wilhelminischen Kaiserreiches dar. Lediglich am kleineren Schloss Wiligrad, das von 1896/98 im Auftrag des Herzogs Johann Albrecht zu Mecklenburg – einem Freund von Kaiser Wilhelm II. (Sohn von Victoria Kaiserin Friedrich) – am Hochufer des Schweriner Sees in Westmecklenburg errichtet worden ist, kann man – neben weiteren Anregungen – auch diese Flügelspreizung wiederfinden.
Die Fassaden des vornehmen Herrschaftsflügels sind komplett in Haustein errichtet. Für die Fassaden des Wirtschaftstraktes wurde im Obergeschoss und an den Querhausgiebeln des Dachgeschosses ein Gemisch aus niedersächsischem und hessisch-fränkischem Fachwerk gewählt.
Betreten wird der Herrschaftsflügel über die eingeschossige, als Kommunikations- und Verteiler-Zentrum wirkende, prächtige „Englische Halle“, an die sich auf der linken Schmalseite ein langer Flur anschließt, der zu den weiteren Gesellschaftsräumen des Erdgeschosses führt. Auf der rechten Schmalseite (vom Hofeingang her gesehen) der „Englischen Halle“ beginnt in seiner vollen Breite der offen angesetzte, hoch-repräsentative Treppenaufgang (Siehe beigefügte Abbildung) zu den früheren Privaträumen im Obergeschoss, die von der Kaiserinwitwe und ihren Gästen genutzt wurden.
Historische Aufnahmen der „Englischen Halle“ und anderer Räumlichkeiten auf Schloss Friedrichshof wurden vom Hof-Fotografen Hermann Rückwardt aus Berlin angefertigt.
Im Erdgeschoss des Wirtschaftsflügels waren die Küchenräume und Speisekammern untergebracht. Im Obergeschoss darüber befanden sich die Wohn- bzw. Schlafräume der Dienerschaft. Für die Räume des weiblichen Personals und jene der männlichen Dienerschaft hatte man im Wirtschaftsflügel unterschiedliche Gebäudeabschnitte ausgewählt.
Innerhalb des Parkbereiches liegen außerdem das Cottage (Wohnhaus des Hofmarschalls) und der großzügig angelegte Marstall. Zumindest das Pförtnerhaus weist dieselbe Fassadengestaltung auf wie der Wirtschaftstrakt des Schlosses. Weitere Wirtschaftsgebäude (Gärtnerei, Meierei, Verwaltung) liegen außerhalb des Parks (im heutigen Stadtteil Schönberg).
Victoria Kaiserin Friedrich ließ auch den Kaiserin-Friedrich-Weg über die Kaiserin-Friedrich-Brücke als direkte Verbindung vom Nordtor von Schloss Friedrichshof nach Bad Homburg anlegen.

### Nutzungsgeschichte, nennenswerte Ereignisse

#### Zeit bis 1945

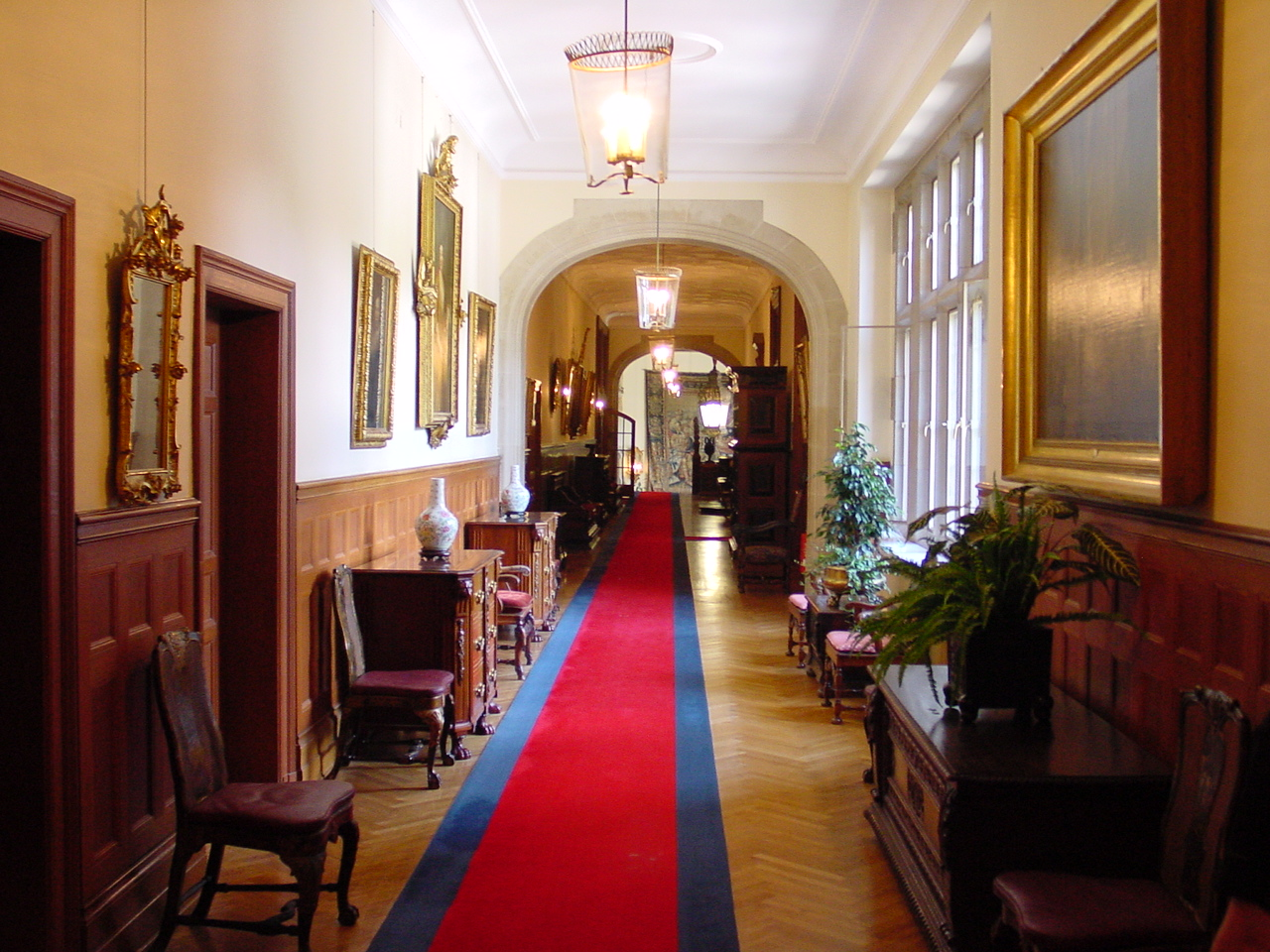
Einer der Gänge im Schlosshotel

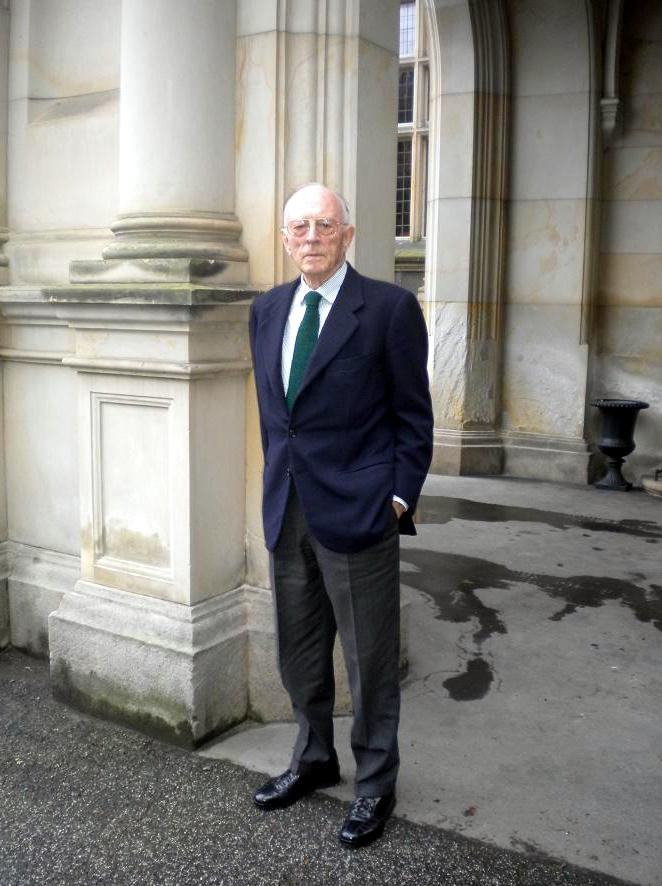
Der Chef des Hauses Hessen Moritz von Hessen (1926–2013) vor dem Schloss

Die Kaiserin wirkte maßgeblich an der Gestaltung des Denkmals für ihren verstorbenen Gatten im benachbarten Stadtpark mit. Sie konnte die Einweihung des Denkmals im Jahre 1902, an der auch Kaiser Wilhelm II. teilnahm, nicht mehr erleben, sie verstarb 1901 an einem Krebsleiden. Das Schloss mit dem gesamten Inventar, den verschiedenen Kunstsammlungen und ihrem schriftlichen Nachlass hinterließ die Kaiserin ihrer jüngsten Tochter, der Landgräfin Margarethe von Hessen-Kassel mit der Auflage, Schloss Friedrichshof und die Parkanlagen unverändert zu lassen. 1928 ging Schloss Friedrichshof in die Kurhessische Hausstiftung ein, um der Verstaatlichung fürstlichen Eigentums zu entgehen.

#### Diebstahl der hessischen Kronjuwelen
Nach der Besetzung Kronbergs am 29. März 1945 wurde das Schloss von der US-Armee beschlagnahmt und zunächst als Truppenunterkunft, später als Offiziersklub und zeitweilig als Residenz des US-amerikanischen Oberkommandierenden in Europa, General Dwight D. Eisenhower genutzt. Die hessischen Kronjuwelen im Wert von mehreren Millionen Dollar waren von der Familie in einem Seitenkeller vergraben worden. Nach dem Krieg entdeckte sie die Club-Managerin Kathleen Nash. Zusammen mit ihrem späteren Ehemann, dem US-amerikanischen Colonel Jack W. Durant, stahl sie die Juwelen im November 1945. Sie wurden in Einzelteile zerlegt und anschließend in der Schweiz verkauft. Nach langen und schwierigen Verhandlungen (in deren Verlauf ein US-amerikanisches Gericht die Klage des Prinzen von Hessen auf Herausgabe der Juwelen nicht zuließ, da er als „feindlicher Ausländer“ in den USA nicht prozessfähig sei) erhielt das Haus Hessen die verbliebenen Juwelen zurück, von denen ein Teil bis heute verschollen ist. Durant wurde zu 15 Jahren Haft verurteilt. 

#### Zeit nach 1945
Während der US-amerikanischen Besetzung des Schlosses arbeitete Hans Günter Winkler dort als Stalljunge und Reitlehrer.
1953 gelangte Schloss Friedrichshof wieder in den Besitz der Hessischen Hausstiftung.
Nach notwendigen Umbauten und durch die US-amerikanische Besatzung notwendig gewordenen Renovierungen wurde Schloss Friedrichshof 1954 als „Schlosshotel Kronberg – Hotel Frankfurt“ eröffnet. Es wird vom Haus Hessen betrieben und gehört mittlerweile zu den „Small Luxury Hotels of the World“ und wird als 5-Sterne-Haus kategorisiert. In den Räumen des Hotels befinden sich noch große Teile des ursprünglichen Mobiliars sowie Kunstwerke aus der Sammlung von Kaiserin Friedrich. Auch ihre umfangreiche Bibliothek ist weitgehend erhalten.
Am 8. März 1967 wurden das Obergeschoss sowie der Dachstuhl durch einen Großbrand zerstört. Das Feuer brach morgens um 6 Uhr im Wirtschaftsflügel aus und breitete sich langsam bis zum Dach aus. Als an einer Stelle das Schieferdach gesprengt wurde, führte die nun zufließende Außenluft zu einer explosionshaften Ausdehnung. Nach umfangreichen Veränderungen (Anpassung der Räume an den Hotelbetrieb) wurden die zerstörten Teile neu aufgebaut.
In Teilen des Schlossparks und in angrenzendem Gelände jenseits der Hainstraße befindet sich der 18-Loch-Golfplatz des „Golf- und Landclub Kronberg e. V.“. Hier und im Hotel fanden und finden abseits des Hauptstadtrummels auch bedeutende Gipfeltreffen statt.